# 泰龙·米尔斯
泰龙·米尔斯（英語：Tyrone Mears，1983年2月18日—）是一名塞拉利昂裔英格兰足球运动员，司职右后卫，现时效力于英冠球队西布罗姆维奇。他曾经代表牙买加国家队参加过一次国际A级比赛，但事后才发现他并没有资格代表牙买加参赛。

## 俱乐部生涯

### 曼城
米尔斯在英甲球队曼城开始职业足球生涯。2002年3月，他在曼城和诺丁汉森林的英甲联赛第84分钟替补出场，完成他职业生涯首秀。这也是他唯一一次代表曼城出场。

### 普雷斯顿
2002年7月，米尔斯被曼城以20万英镑的身价卖到英甲球队普雷斯顿。他和普雷斯顿签约三年，俱乐部希望他能为苏格兰人的接班人。10月，米尔斯在普雷斯顿3比3战平沃尔索尔的联赛中替补出场，第一次代表普雷斯顿在联赛中亮相。在2002/03赛季，他在联赛和杯赛中一共获得24次出场机会。2003/04赛季，他仅在14场联赛和杯赛中登场。2004/05赛季，他因为骨折而远离赛场10个月，最终仅有5次出场机会。尽管如此，普雷斯顿还是在2005年3月和米尔斯续签了三年的合同。2005/06赛季，米尔斯的球衣背面印着的是他的昵称Tye，而非常规的姓氏Mears，这在英格兰赛场是非常少见的现象。他在该赛季表现出色，在联赛和杯赛中总共登场39次，帮助普雷斯顿打进该赛季英冠联赛升级附加赛。赛季结束后，普雷斯顿收到了数家英超俱乐部对他的报价。2006年7月，在先后拒绝查尔顿对他的两次报价后，普雷斯顿宣布接受西汉姆联对米尔斯的出价。

### 西汉姆联
西汉姆联以100万英镑的价格签入米尔斯，如果米尔斯在未来入选英格兰国家队集训，西汉姆联将再支付90万英镑给普雷斯顿。但米尔斯在西汉姆联并没有站稳脚跟，只能在预备队中等待出场机会，2006/07赛季上半赛季，他仅在联赛和杯赛中出场6次。他在西汉姆联队留下的唯一亮点是在2006年9月和阿斯顿维拉的联赛中，在球门线将晃过西汉姆门将后射向空门的球挡出。

### 德比郡

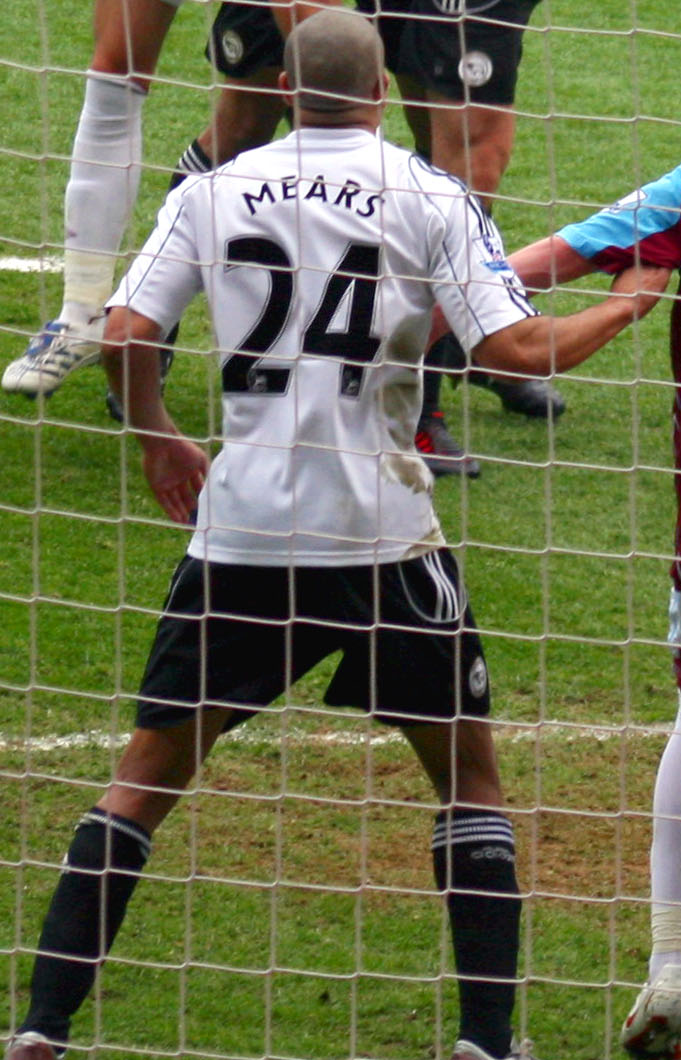
米尔斯在2008年代表德比郡比赛

由于米尔斯在西汉姆联缺乏出场机会，2007年1月，他被租借到英冠联赛球队德比郡，和之前执教普雷斯顿的主教练比利·戴维斯会合。2月3日，他在德比郡1比0击败南安普敦的联赛中替补出场，第一次代表德比郡在正式比赛中亮相。2006/07赛季下半赛季，他代表德比郡在联赛和杯赛中出场17次，并帮助球队在英冠升级附加赛决赛中击败西布罗姆维奇，升级到英超联赛。
2007年7月，米尔斯以100万英镑的身价正式转会德比郡，他和球队签约三年。2007/08赛季，米尔斯是德比郡征战英超联赛的主力球员，但他在2008年1月再次因骨折而离开赛场3个月。4月，他在和老东家西汉姆联队的联赛中打进他职业生涯的首个英超进球。赛季结束后，德比郡以联赛倒数第一位的成绩降级至英冠联赛。

### 马赛
2008年8月29日，在没有得到俱乐部主教练保罗·杰威尔的允许下，米尔斯私自飞往法国到马赛试训。杰威尔对此回应说只要他是德比郡的主教练，米尔斯就不再有机会代表德比郡出场比赛，而俱乐部则给与他扣除6个月工资的处罚。之后德比郡接受了马赛以16万英镑的价格租借米尔斯一年，一年后马赛可以以150万英镑的价格买断的报价。
但是，由于受到伤困扰，以及劳伦·邦纳尔的出色表现，米尔斯直到2009年1月才在和特温特的欧联杯中首次代表马赛亮相。3月，邦纳尔的一次受伤使他的赛季提前结束，米尔斯替代了他的位置，并在和巴黎圣日耳曼的联赛中第一次在法甲联赛中登场。在欧联杯和阿贾克斯的十六强淘汰赛中，米尔斯在第二回合加时赛第20分钟打进加盟马赛后的首个进球，帮助马赛4比3淘汰对手进入八强。米尔斯在这个赛季代表马赛在各项赛事中出场7次，但马赛决定在租借时限结束后不动用买断条款。米尔斯只能在2009年6月3日回到德比郡。

### 伯恩利
2009年6月26日，德比郡接受英超球队伯恩利对米尔斯50万英镑（有10万英镑的附加条款）的报价。6月30日，米尔斯和伯恩利正式签约3年。他在2009/10赛季英超第一轮伯恩利0比2不敌斯托克城的比赛中首次代表伯恩利出场。在该赛季，他在所有38场英超联赛中都获得出场机会，但无法挽救伯恩利以联赛倒数第三位的成绩降级的命运。在球队降级后，米尔斯为了留在第一级别联赛，曾经寻求离队的机会，但并没有成功。2010/11赛季，他继续留在伯恩利征战英冠联赛。

### 博尔顿
2011年7月29日，米尔斯和队友以总计300万英镑的身价转投英超球会博尔顿，签约三年。但在8月4日，米尔斯在季前训练中腿部骨折，博尔顿主教练宣布他将至少缺席五个月。2012年1月24日，他在预备队联赛复出，代表博尔顿预备队对阵桑德兰预备队。2月4日，他在博尔顿0比2不敌诺里奇城的联赛中首发登场，第一次代表博尔顿在正式比赛亮相。但在赛后，米尔斯表示他之前受伤的部分感觉疼痛，科尔表示将会让他至少休息到3月底。在该赛季，米尔斯没有再代表博尔顿参加过比赛，赛季结束后跟随博尔顿降级到英冠联赛。
2014年5月5日，英冠博尔顿宣佈四名主隊球員於6月底約滿後可自由轉會，米尔斯為其中之一。

### 西雅圖海灣人
2014年12月29日，美職聯球队西雅圖海灣人宣佈簽入米尔斯。

## 国家队生涯
虽然在英格兰出生，米尔斯一直相信自己拥有牙买加的血统。2009年2月4日，米尔斯接受牙买加国家队的征召，并在2月11日牙买加0比0战平尼日利亚的国际友谊赛中替补出场，完成他在国家队的处子秀。
虽然代表牙买加国家队参加过一场国际比赛，但不久之后，《世界新闻报》调查发现其实米尔斯的父亲并非来自牙买加，而是来自非洲的塞拉利昂，因此米尔斯并没有资格代表牙买加国家队比赛。

## 外部連結
- 足球数据库：泰龙·米尔斯的球员统计数据